# Menelik II d'Etiòpia
Menelik II (amhàric: ዳግማዊ ምኒልክ) (17 d'agost de 1844 - 12 de desembre de 1913) va ser negus (emperador) d'Etiòpia entre 1889 i 1913. Durant el seu regnat es va completar el procés d'expansió i de creació de l'imperi modern d'Etiòpia. Va obtenir una victòria sobre el colonialisme italià: després de la batalla d'Adwa es va reconèixer internacionalment la independència d'Etiòpia i se'n van delimitar les fronteres respecte a les colònies adjacents. Menelik II és considerat una icona africana i una de les persones de raça negra més poderoses de la història.

## Biografia
Abeto Menelik (Sahle Maryam) va néixer a Angolela, prop de Debre Birhan, Shewa. Era el fill del negus Haile Melekot i la seva mare era de l'aristocràcia etíop (woizero que és equivalent a «senyora» o a la «Dama» anglesa).
Poc després de la derrota i mort de l'emperador Joan IV d'Etiòpia a la batalla de Gallabat en una guerra contra els dervixos sudanesos el març de 1889, el Regio Esercito italià establert a Massawa va ocupar una part de l'altiplà etiòpic, inclosa Asmara, sobre la base de previs acords ambigus realitzats amb Menelik. El 25 de març de 1889 Menelik II d'Etiòpia, després d'haver conquerit Tigre i Amhara, es va declarar emperador d'Etiòpia, i el 2 de maig va signar el tractat de Wuchale amb itàlia, que aparentment els va donar el control d'Eritrea, la costa del Mar Roig al nord-est d'Etiòpia, a canvi del reconeixement del domini de Menelik. Menelik II va ser coronat emperador el 3 de novembre de 1889. Les diferències en la traducció va crear desacord i va provocar que el tractat fos denunciat per Menelik II el 1893 i que Itàlia intentés imposar per la força l'estatus de protectorat sobre Etiòpia.
Es va mostrar partidari de les relacions estretes amb l'Imperi Rus de 1893 a 1913 i de fet Rússia va recolzar les visites de milers de consellers i voluntaris a Etiòpia. Fins a cert punt també promogué l'occidentalització del seu país. L'any 1894 va donar la concessió per a fer un ferrocarril entre Addis Ababa i el port francès de Djibouti.
Va ser succeït per Iyasu V.